# Progressione del record europeo dei 1000 metri piani maschili

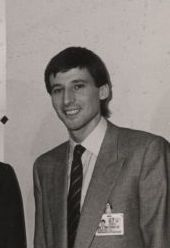
Sebastian Coe, detentore del record europeo di specialità

La voce seguente illustra la progressione del record europeo dei 1000 metri piani maschili di atletica leggera.
Il primo record europeo della specialità riconosciuto risale al 1913, ratificato dalla European Athletic Association.
Su 23 record europei ben 22 sono stati anche record mondiali.

## Progressione[1][2]

### Cronometraggio manuale (dal 1913 al 1976)
| Tempo  | Atleta              | Nazionalità    | Luogo                          | Data              | Note            |
| ------ | ------------------- | -------------- | ------------------------------ | ----------------- | --------------- |
| 2'32"3 | Georg Mickle        | Germania       | Hannover, Germania             | 22 giugno 1913    | Record mondiale |
| 2'29"1 | Anatole Bolin       | Svezia         | Stoccolma, Svezia              | 22 settembre 1918 | Record mondiale |
| 2'28"6 | Sven Lundgren       | Svezia         | Stoccolma, Svezia              | 12 settembre 1922 | Record mondiale |
| 2'23"8 | Séraphin Martin     | Francia        | Parigi, Francia                | 30 settembre 1926 | Record mondiale |
| 2'25"8 | Otto Peltzer        | Germania       | Parigi, Francia                | 18 settembre 1927 | Record mondiale |
| 2'23"6 | Jules Ladoumègue    | Francia        | Parigi, Francia                | 19 ottobre 1930   | Record mondiale |
| 2'21"5 | Rudolf Harbig       | Germania       | Dresda, Germania               | 24 maggio 1941    | Record mondiale |
| 2'21"4 | Rune Gustafsson     | Svezia         | Borås, Svezia                  | 4 settembre 1946  | Record mondiale |
| 2'21"4 | Marcel Hansenne     | Francia        | Göteborg, Svezia               | 27 agosto 1948    | Record mondiale |
| 2'21"3 | Olle Åberg          | Svezia         | Copenaghen, Danimarca          | 10 agosto 1952    | Record mondiale |
| 2'21"2 | Stanislav Jungwirth | Cecoslovacchia | Stará Boleslav, Cecoslovacchia | 27 ottobre 1952   | Record mondiale |
| 2'20"4 | Audun Boysen        | Norvegia       | Oslo, Norvegia                 | 17 settembre 1953 | Record mondiale |
| 2'19"5 | Audun Boysen        | Norvegia       | Gävle, Svezia                  | 18 agosto 1954    | Record mondiale |
| 2'19"0 | Audun Boysen        | Norvegia       | Göteborg, Svezia               | 30 agosto 1955    | Record mondiale |
| 2'19"0 | István Rózsavölgyi  | Ungheria       | Tata, Ungheria                 | 21 settembre 1955 | Record mondiale |
| 2'18"1 | Dan Waern           | Svezia         | Turku, Finlandia               | 19 settembre 1958 | Record mondiale |
| 2'17"8 | Dan Waern           | Svezia         | Karlstad, Svezia               | 21 agosto 1959    | Record mondiale |
| 2'16"7 | Siegfried Valentin  | Germania Est   | Potsdam, Germania              | 19 luglio 1960    | Record mondiale |
| 2'16"2 | Jürgen May          | Germania Est   | Erfurt, Germania               | 20 luglio 1965    | Record mondiale |
| 2'16"2 | Franz-Josef Kemper  | Germania Ovest | Hannover, Germania             | 21 settembre 1966 | Record mondiale |
| 2'15"5 | Ivo Van Damme       | Belgio         | Namur, Belgio                  | 14 luglio 1976    |                 |

### Cronometraggio elettronico (dal 1980 ad oggi)
| Tempo   | Atleta        | Nazionalità | Luogo          | Data           | Note            |
| ------- | ------------- | ----------- | -------------- | -------------- | --------------- |
| 2'13"40 | Sebastian Coe | Regno Unito | Oslo, Norvegia | 1º luglio 1980 | Record mondiale |
| 2'12"18 | Sebastian Coe | Regno Unito | Oslo, Norvegia | 11 luglio 1981 | Record mondiale |